# Леопард 1
Леопард 1 је основни борбени тенк, који је дизајниран и произведен у Западној Немачкој. У употребу је ушао 1965. године. Леопард 1 је први тенк који је направљен у Немачкој, од краја Другог светског рата.
Леопард 1 је главни борбени тенк, дериват тенкова из шездестих година 20. века. Има тешко наоружање и оклоп, које је ипак слабије од Совјетског, који му је био директан противник. Труп је стандардан и подељен је на задњи део у коме се налази мотор, и на предњи део где се налази посада. Купола је направљена из једног дела.
Највећа дебљина оклопа је 70мм, а оклоп је најтањи на горњој површини трупа, где је дебео око 10мм.
Главно наоружање тенка је британски Л7 главни топ, калибра 105мм. У споредно наоружање спадају два митраљеза 7,62мм, од којих је један коаксијалан са топом. У каснијим верзијама тенка, коаксијалан митраљез је замењен оптичким нишаном.

## Верзије
Леопард 1 - основна верзија из 1965. године.
Леопард 1А1 - већи део основних верзија Леопарда 1 је унапређено у ову верзију. Ова верзија има топлотну пресвлаку за топ, систем за стабилизацију и нове гусенице. Систем за стабилизацију повећава шансе за погодак првом гранатом, због контроле висине и правца током кретања тенка. 
Леопард 1А1А1 - додат му је додатни оклоп у виду челичних плоча које су причвршћене на куполу и предњи део тенка. 
Леопард 1А1А2 - ова верзија је опремљена нишанима са ниским нивоом осветљења.
Леопард 1А2 - на овој верзији је додата купола од чвршћег ливеног челика, унапређен је систем заштите од спољашњих утицаја, додат је клима-уређај и ноћни нишан са интезивираном сликом за команданта и нишанџију. 
Леопард 1А3 - овај модел користи заварену куполу, са заштитом клинастог облика. У снажно заштићеном складишном простору, који се налази иза куполе се чува светло за претрагу, у случајевима када није монтирано на главни топ. Перископ пуњача топа може да се помера по висини.
Леопард 1А4 - коначна верзија немачког производног система. Ова верзија има интегрисан систем контроле ватре, који се састоји од командировог стабилизованог панорамског телескопа, и тобџијиног главног нишана са стереоскопским даљиномером. Та два система заједно повезују потпуно стабилизован главни топ и балистички компјутер.
Леопрад 1А5 - ова верзија представља додавање топлотних нишана на моделе 1А1 и 1А2.

## Корисници
- Аустралија - 90 (Леопард 1А3)
- Белгија - 40 (Леопард 1А5)
- Бразил - 128 (Леопард 1А1 и 1А5)
- Грчка - 511 (Леопард 1А5)
- Данска - 102 (Леопард 1А5)
- Еквадор - 30 (Леопард 1)
- Италија - 120 (Леопард 1А5)
- Канада - 61 (Леопард 1Ц2)
- Либан - 40 (Леопард 1)
- Немачка - 384 (Леопард 1А5)
- Норвешка - 20 (Леопард 1А5НО)
- Турска - 170 (Леопард 1А1 и 227 1А3)
- Чиле - 145+24 (Леопард 1)